# Esmeralda bella
Esmeralda bella är en orkidéart som beskrevs av Heinrich Gustav Reichenbach. Esmeralda bella ingår i släktet Esmeralda och familjen orkidéer. Inga underarter finns listade i Catalogue of Life.